# Перший Кубанський похід

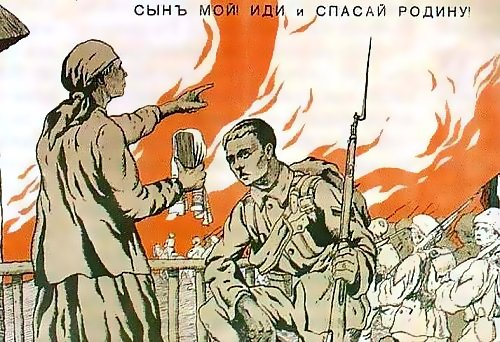
«Білий» плакат 1919 року

Перший Кубанський похід («Крижаний» похід) (9 (22) лютого — 30 квітня (13 травня) 1918 року) — перший похід Добровольчої армії на Кубань — її рух з боями від Ростова-на-Дону до Катеринодару і назад на Дон (в станиці Єгорлицька і Мечетинська) під час Громадянськох війни.
Цей похід став першим армійським маневром перебуваючої в стадії формування Добровольчої армії під командуванням генералів Л. Г. Корнілова, М. В. Алексєєва, а після загибелі першого — А. І. Денікіна.
Основною ціллю походу було з'єднання Добровольчої армії з кубанськими білими загонами, які, як виявилося уже після початку походу, залишили Катеринодар.

## Передісторія подій
Події лютого 1917 року — жовтня 1917 року призвели до фактичного розпаду країни і початку громадянської війни. В цих умовах невелика частина російських офіцерів і солдатів старої армії вирішила об'єднатися для встановлення твердої влади в країні і продовження війни з зовнішнім ворогом. Об'єднання відбувалось на базі «Алексєєвської організації», початок якому було покладено в день прибуття генерала Алексєєва в Новочеркаськ — 2 (15) листопада 1917 року. Стан на Дону в цей період був напруженим. Отаман Каледін, з яким генерал Алексєєв обговорив свої плани щодо своєї організації, вислухавши прохання «дати притулок російському офіцерству», відповів принциповою згодою, проте, враховуючи місцеві настрої, рекомендував Алексєєву не затримуватися в Новочеркаську більше тижня.
На спеціально скликаній 18 (31) грудня 1917 року нараді московських делегатів і генералітету, вирішувалося питання управління Алексєєвської організації (по суті — питання розподілу ролей в управлінні між Алексєєвим і Корніловим, прибувшим на Дон 6 (19) грудня 1917 року), було вирішено що вся військова влада переходить до генерала Корнілова. Струве, Мілюков, Львов обіцяли фінансову допомогу в 10 мільйонів рублів в місяць від представників Антанти на формування загальноросійських антибільшовицьких сил.
Обов'язок із термінового завершення формування частин і приведення їх в бойову готовність 24 грудня 1917 (6 січня 1918) року було покладено на генеральний штаб генерал-лейтенанта С. Л. Маркова. Вільний загін під командуванням Кутепова був направлений до Таганрогу для захисту Ростова з заходу.
На Різдво був оголошений «секретний» наказ про вступ генерала Корнілова до командування Армією, яка стала офіційно називатися добровольчою. наказом №-10 в армії стали формувати 2 дивізії: 1-у добровольчу (3 офіцерських батальйони, слов'яно-корніловський, георгіївський, Ростовський добровольчі полки, юнкерський батальйон) і кавказьку кавалерійську.

Червона армія наступає з півночі на Новочеркаськ і на Ростов з півдня і заходу. Червоні війська стискають кільцем ці міста, а в кільці є й Добровольча армія, відчайдушно чинячи опір і несучи страшні втрати. Порівняно з полчищами більшовиків добровольці мізерні, вони ледве нараховують 2000 багнетів, а козачі партизанські загони осавула Чернецова, військового старшини Семілетова і сотника Грекова — ледве 400 чоловік.
Сил не вистачає. Командування добровольчої армії перекидає змучені, невеликі частини з одного фронту на інший, намагаючись затриматися то тут, то там.
На початку січня 1918 року загін Кутепова зупинив наступ більшовиків під командуванням Антонова-Овсієнка, відкинувши їх на північ. Незабаром більшовики, перекинувши з Москви і Петрограда великі сили червоної гвардії, перейшли в рішучий наступ, завдавши добровольцям і козацьким частинам низку важких поразок. 17 (30) січня 1918 року 3-я Київська школа прапорщиків була вибита з Таганрога. Спроба отамана Каледіна підняти на боротьбу донське козацтво провалилися, і 11 лютого він застрелився.
12 лютого більшовики взяли Новочеркаськ. Отже, Добровольча армія втратила свого головного союзника й опинилися в оперативному оточенні. Під контролем добровольців залишився один Ростов.
З метою закріпити за Добровольчою армією хоч якусь територію, Корнілов звернувся до отамана Назарова, який замінив Каледіна, з пропозицією підпорядкувати Ростовський округ Добровольчій армії, але той відповів відмовою.
Добровольчі полки на той час із боями відійшли до самого Ростова.
Після наради командного складу, на якій були вислухані всі пропозиції щодо подальших планів: від оборони Ростова до останньої можливості відходу в донські зимівники або навіть за Волгу на з'єднання з уральським козацтвом, генерал Корнілов ухвалив рішення йти на Катеринодар, звідки надійшли відомості, що місто перебуває під контролем Кубанської ради, які завдавали більшовикам серйозних поразок. На думку Корнілова Добровольчій армії не слід було залишити територію головних козацьких військ Росії, оскільки, хоч в основному козаки на даний момент займають або нейтралітет, або підтримують радянську владу, більшовики неминуче поставлять козацтво проти себе, і тоді добровольці отримають союзників, підкріплення і територію. Цей прогноз Корнілова повністю виправдався.
22 лютого головнокомандувач армією генерал Л. Г. Корнілов віддав наказ залишити Ростов і Область Війська Донського.
У Ростові були снаряди, кулі, обмундирування, медичні склади і медичний персонал — все те, чого так гостро потребувала обороняюча підступи до міста малочисельна армія. У місті перебувало на відпочину 16 000 офіцерів, не охочих брати участь у його обороні. Генерали Корнілов і Алексєєв не приймали спроб на цьому етапі ні до реквізицій, ні до мобілізації.
На потреби армії Корнілов зажадав із Ростовського відділення держбанку кілька мільйонів рублів кредитом, залишивши другу половину козакам, а от золото, хоч і вилучили з банку, так і не наважилися взяти його у похід, бо мали сумніви щодо правомірності таких дій. У результаті, більшовики під командуванням Сіверса, зайнявши після їхнього відходу місто, "взяли все, чого потребували, і залякали населення розстрілявши кількох офіцерів.
Генерал Денікін пізніше писав:
 На початку лютого до складу армії, яка перебувала в процесі формування, входили:

1.Корніловський ударний полк
(підполковник Неженцев).
2. Георгієвський полк — з невеликого офіцерського кадру, що прибув з Києва
(полковник Кірієнко).
3. 1-й, 2-й, 3-й офіцерські батальйони — з офіцерів, що зібралися в Новочеркаську та Ростові Кутепов, підполковники Борисов і Лаврентьєв, пізніше полковник Симановський).
4.Юнкерський батальйон — головним чином з юнкерів столичних училищ і кадетів (штабс-капітан Парфьонов).
5. Ростовський добровольчий полк — з учнівської молоді Ростова (генерал-майор Боровський).
6. Два кавалерійські дивізіони
(полковники Гершельман і Глазенап).
7. Дві артилерійські батареї — переважно з юнкерів артилерійських училищ та офіцерів (полковники Міончинський і Єрогін).
8. Ціла низка дрібних частин, як «морська рота» (капітан 2-го рангу Потьомкін), інженерна рота, чехословацький інженерний батальйон, дивізіон смерті Кавказької дивізії (полковник Ширяєв) і кілька партизанських загонів, які називалися по іменах своїх начальників.

Всі ці полки, батальйони, дивізіони були по суті тільки кадрами, і загальна бойова чисельність всієї армії ледве становила 3-4 тисячі чоловік, часом, в період важких Ростовських боїв падаючи до зовсім незначних розмірів. Армія бази не отримала. Доводилося одночасно і формуватися, і битися, несучи великі втрати і іноді руйнуючи щойно збиту з великими зусиллями частину
Ще 14 лютого 1918 року Добровольча армія втратила можливість відходу на Кубань залізницею: добровольці морська рота в 60 багнетів, ударний дивізіон Кавказької кавалерійської дивізії — 100 багнетів — відділення 2-го офіцерського батальйону — всього 200 чоловік були змушені залишити станцію і місто Батайськ — загони армії Автономова
(прибулий зі Ставрополя 112-й полк і частини 153-го полку 39-ї дивізії)
прибули до станції в ешелонах і були підтримані в своєму наступі на нечисленних добровольців місцевими залізничним робітниками. Проте добровольцям вдалося утримати лівий берег Дону, також були відбиті всі спроби Автономова прорватися в Ростов,
він обмежився тільки обстрілом міста з важких озброєнь.
Добровольці чинили в бою запеклий спротив, тому солдати 112-го полку замітингували, і поринувши в ешелони поїхали назад в Ставрополь. А солдати 153-го полку хоч і залишились, відмовились через декілька днів виконати наказ атакувати Ольгинську, що дозволило добровольцям провести в ній спокійно кілька днів, щоб реорганізувати армію й піти на південь, — на Катеринодар.
Тим часом одночасно до Ростова з іншого боку — від Матвіївого кургану і Таганрога — підходила ще одна армія (близько 5-7 тисяч чоловік) червоного командувача Сіверса. Тому 22 лютого Корніловим було ухвалене рішення вивести армію через Аксай за Дон — до станиці Ольгинської.
Зайнявши Ростов-на-Дону червоні загони Сіверса, виявилися, за словами їхнього командира «в цілковитій перевтомі» і не здатні переслідувати добровольців, що відходили. Тому в переслідування був кинутий (з Таганрога) невеликий загін, (200 шабель, 50 багнетів, 3 гармати) який відзвітував, що наздогнав добровольців в Хомутовській, не зазнавши втрат, знищив майже 600 солдатів ворога, і вів такий запеклий бій, що від стрільби поплавилися кулемети. Насправді він був легко відігнаний добровольцями, які продовжили рух на південь. Самі ж добровольці зазначили, що у Хомутовській після кількох їхніх залпів червоногвардійці поспішно відступили.
Сенс початку при таких складних обставинах, походу його учасник і один з командувачів армією — генерал Денікін писав:
 Поки є життя, поки є сили, не все втрачено. Побачать «світло», що слабо мерехтить, почують голос, що кличе до боротьби — ті, хто поки ще не прокинулися…

В цьому був весь глибокий сенс Першого Кубанського походу. Не варто підходити з холодною аргументацією політики і стратегії до цього явища, в якому все — в області духу і подвигу. По вільних степах Дону і Кубані ходила Добровольча армія — мала кількістю, обірвана, зацькована, оточена — як символ гнаної Росії і Російської державності.

На всьому неосяжному просторі країни залишалося тільки одне місце, де відкрито майорів національний прапор-триколор — це ставка Корнілова. 
У своєму листі до близьких генерал Алексєєв писав:
Ми йдемо у степу. Можемо повернутися лише, якщо буде милість Божа. Але треба запалити світоч, щоб була хоч одна світла точка серед темряви, що охопила Росію.

## Склад загону
Основні частини добровольців виступили з Ростов-на-Дону в ніч з 9 на 10 (з 22 на 23) лютого 1918 року. На наступний день до них приєдналося решта добровольців і частини, що відійшли з Батайська.
Загалом загін склав:
- 36 генералів
- 242 штаб-офіцера (з них 190 — полковники)
- 2078 обер-офіцерів (капітанів — 215, штабс-капітанів — 251, поручиків — 394, підпоручиків — 535, прапорщиків — 668)
- 1067 рядових (у тому числі юнкерів і кадетів старших класів — 437)
- 630 добровольців — (364 унтер-офіцерів і 235 солдатів, у тому числі 66 чехів)
- 148 осіб медичного персоналу (у тому числі 24 лікаря і 122 сестри милосердя)[18]

В складі армії почали збиратися кадри колишніх полків Імператорської армії.
Всього загін складався з 4200 чоловік,
при цьому в армію в Ростові записалося майже 6000 чоловік, тільки таке мале число добровольців змогли добратися до цього «факела в пітьмі». Частина добровольців вже загинула, багато залишилось поранених в Ростові-на-Дону.
200 поранених все ж таки було вивезено і визначено для одужання в обоз армії в похідний лазарет.
За підрахунками в армії нараховувалося:
- дворян — 21 %
- вихідців з сімей офіцерів невисокого чину — 39 %
- з міщан, козаків, селян — 40 %

## Похід
Командування добровольців розглядало два напрями майбутнього руху. На схід — у донські зимівники, відсидітися разом із донським загоном. Або на південь — на Катеринодар, центр регіональної влади, вільний від більшовиків. Але зимівники не могли вмістити всю армію і забезпечити її продовольством. Тому генерали Корнілов і Алексєєв ухвалили рішення відійти на південь, у напрямку Катеринодара, розраховуючи підняти антирадянські настрої кубанського козацтва і народів Північного Кавказу і зробити район Кубанського війська базою майбутніх військових дій (до цього до Катеринодару посилилися розвідники). Генерал Корнілов пропонував пробиватися до Астрахані, щоб контролювати Волгу і вихід до Уралу, але відсутність продовольства та одягу не дозволяли взимку зробити такий сміливий перехід. Обговорювався варіант і руху на захід, залишаючись на землі Війська Донського, але його також відкинули.
Розлучившись у різні напрямки з козаками, добровольці позбавили себе 1,5 тис. кавалеристів, що негативно позначилося згодом. протягом походу добровольча армія не мала кавалерії для маневреності, обходу або переслідування ворога. Вона тому завжди рухалась без глибокої розвідки і не могла здійснювати флангових ударів.
Вся армія за кількістю бійців дорівнювала полку трьох-батальйонного складу. Армією вона називалася, по-перше, тому, що проти неї боролася сила чисельністю в армію, по-друге, тому що це була спадкоємиця старої колишньої російської армії, «її соборна представниця». Є й точніше пояснення — генерали Корнілов і Алексєєв були колишніми головнокомандувачами російської армії, і командувати менше, ніж армією було для них не по чину. Але в окремих документах добровольча армія називалася і дивізією. Наприклад, у декількох наказах зустрічається найменування «1-а добровольча дивізія».
Через недостатнє фінансове, а внаслідок цього і матеріальне забезпечення, армія зовсім не була підготовлена до походу. У частинах не було зимового обмундирування, запаси куль і продовольства були малі, не вистачало коней для обозу. В армійській скарбниці було всього 6 млн рублів — на декілька місяців існування.
Із величезних Ростовських військових складів добровольці змогли вивести лише 1500 гвинтівок, 350 000 набоїв, 300 снарядів.
9 (22) лютого 1918 року Добровольча армія переправилася на лівий берег Дону і розташувалася в станиці Ольгинська, чекаючи відсталих і для переформування.
Наказом № 32 від 12 (25) лютого 1918 року за бойові заслуги всі піхотні і артилерійські юнкери були підвищені в прапорщики а кадетам було присвоєно звання портупей-юнкерів.
В Ольгинській армія була реорганізована (дрібні частини вливалися в великі, що цікаво це відбувалося не на папері, а просто на сільській площі, де були вишикувані частини, а тільки потім все це було оформлено наказом по армії) у три піхотних полки (Зводно-офіцерський, Корніловський ударний, Партизанський);
до її складу також входили Юнкерський батальйон, один артилерійський (8 гармат) і два кавалерійські дивізіони. Перший тимчасовий штат добровольчого піхотного полку включав штаб полку, три батальйони чотирьох-ротного складу кожний, кулеметну, комендантську команди, команду зв'язку, налаштувальну роту, полковий обоз (наказ добровольчої армії № 4 від 26 січня 1918 року). Також була сформована охоронна рота штабу Головнокомандувача. 8 кавалеристів Текінського кінного полку склали особисту охорону Корнілова. Всім добровольцям наказано було вдягнути погони.
На всю армію було 600 снарядів та кілька десятків кулеметів. У Корнілівському полку із 30 кулеметів майже половину віддали в інші частини.
У всій армії було всього 4500 багнетів і шабель, але її командувачу Корнілову приписують слова, що «армія нікчемна за своїми розмірами, але я скую її вогнем і залізом, і вороги не скоро розкусять такий горіх».
25 лютого добровольці рушили на Катеринодар в обхід Кубанського степу.
Війська пройшли через станиці Хомутовська, Кагальницька і Єгорлицька, вступили в кордони Ставропольської губернії (Лежанка — перший бій в поході) і знову увійшли в Кубанську область, перетнули залізничну гілку Ростов — Тихорецька, спустились до станиці Усть-Лабинської, де форсували річку Кубань.
Бій у Лежанці також є прикладом жорстокості цієї війни. Добровольці під час атаки села втратили загиблими кілька чоловік. Але після бою вони розстріляли всіх полонених — понад сотню рядових червоноармійців. І надалі такі факти мали місце — загальна кількість розстріляних полонених за весь похід досягає 1500 чоловік.
Взяті в полон у Лежанці офіцери-артилеристи були засуджені військово-польовим судом до розстрілу, але були помилувані Корніловим (за іншою версією виправдані судом) та включені до складу армії.
У селищі Висілки під час бою противники перемішалися, і кулеметники не могли стріляти, щоб підтримати своїх. Тому після бою добровольці нашили на головні убори білі пов'язки — так народжувалася біла гвардія.
Війська постійно перебували в боях з більшими по чисельності червоними частинами. Втрати добровольців поповнювати було нікиму, і їх ставало з кожним днем все менше, а обоз з пораненими розтягувався під сірим небом до горизонту. Однак перемоги незмінно залишалися за ними:

Нечисленність і неможливість відступу, яке було б рівносильним смерті, розробило у добровольців свою власну тактику. В її основу входило переконання, що при чисельній перевазі противника і убогості власних боєприпасів необхідно наступати і наступати. Ця, незаперечна при маневреній війні, істина ввійшла в плоть і кров добровольців Білої армії. Вони завжди наступали.
Крім того, в їхню тактику завжди входив удар по флангам противника. Бій починався будь-якою атакою однієї чи двох піхотних одиниць. Піхота наступала рідкісним ланцюгом, час від часу залягаючи, щоби дати можливість попрацювати кулеметам. Охопити весь фронт ворога було неможливо, бо тоді інтервали між бійцями сягали б п'ятдесяти, а то й ста кроків. В одному або двох місцях збирався «кулак», щоб протаранити фронт.

Добровольча артилерія била лише по важливих цілях, витрачаючи на підтримку піхоти кілька снарядів в виняткових випадках. Коли ж піхота підіймалася, щоб вибити противника, то зупинки вже бути не могло. У якій би чисельній перевазі ворог не перебував, він ніколи не витримував натиску 
Добровольцям доводилося воювати з ворогом, перевага якого в живій силі була переважною, що сягала п'ятиразового. До того ж більшовицькі частини мали у своєму розпорядженні величезні запаси амуніції, озброєння та боєприпасів, що залишилися від Кавказького фронту, що дозволяло їм вести бої найвищої інтенсивності, на відміну від добровольців, яким доводилося заощаджувати, буквально, кожен снаряд.

Відступ Добровольчої армії від Катеринодара

Тим часом 1 (14) березня 1918 року червоні загони зайняли без бою Катеринодар. Його за день до цього залишив в напрямку на Майкоп, загін Кубанської ради на чолі Віктора Покровського, підвищеного 26 січня кубанським отаманом у полковники. Кубанці з Катеринодару намагалися зв'язатися з Корніловим по рації, але безуспішно — в Добровольчій армії були відсутні засоби зв'язку.
Це значно ускладнило становище добровольців, які рухалися на південь, оскільки виявляється, що мета їхнього походу — Катеринодар, де можна було відпочити і поповнити запаси, як вони сподівалися — вже зайнятий ворогом.
Перші чутки про заняття червоними Катеринодару були отримані Добровольчою армією 2 (15) березня 1918 року на станції Висілки. Не багато хто з добровольців повірив цим чуткам, проте вже через два дні у взятій після запеклого бою Коренівській, було отримано підтвердження цьому з номера знайденої в станиці радянської газети.
В Коренівській цілий день гримів запеклий бій. Добровольцям протистояли радянські частини 39-ї дивізії, до того ж підкріплені моряками. Противники по черзі контратакували, але в результаті білогвардійці змогли артобстрілом відігнати червоний бронепоїзд, і прорвавши оборону ворога, увірвалися до Коренівської. Були захоплені 600 снарядів, кулі, кулемети.
Але добровольці зазнали втрати понад 100 чоловік убитими і майже 300 пораненими.
Але новини про заняття Катеринодара червоними частинами знецінювали та руйнували саму стратегічну ідею всього походу на Кубань, за яку вже було заплачено сотнями життів добровольців.
Командувач генерал Корнілов повернув в результаті отриманих звісток армію від Катеринодара на південь, з метою, переправившись через Кубань (річку), дати відпочинок військам у гірських козачих станицях і черкеських аулах і «почекати сприятливіших обставин».
Не зважаючи на те, що генерал Алексєєв був розчарований поворотом армії в Закубання, він не наполягав на перегляді і зміни рішення Корнілова: причини для такого рішення у командувача були серйозні. Крім того, взаємини двох керівників армії ставали дедалі гіршими, Алексєєв відходив від штабних справ. Генерал Денікін вважав наказ про поворот на південь «фатальною помилкою» і він був налаштований рішучеше (при цьому сам він знаходився під час походу в цивільному одязі, нібито втративши свій мундир при виході з Ростова): він, переговоривши і заручившись підтримкою Романовського, вирушив разом з ним до командувача. Незважаючи на всі зусилля генералів переконати Корнілова їм не вдалося: усвідомлюючи всі втрати і перевтому військ, Головнокомандувач залишилися при своїй думці: «якби Катеринодар тримався, тоді не було б двох рішень. Але тепер ризикувати не можна». До того ж його підтримали командири — Сергій Марков і Митрофан Неженцев..
Мотиви ж штабних генералів Денікіна і Романовського полягали в тому, що коли до заповітної мети — Катеринодара — залишилися всього пару переходів і морально вся армія була націлена на Кубаньську столицю як кінцеву крапку всього походу, будь-яке зволікання, а тим паче відхилення від руху до мети загрожує «важким ударом по морально-психічному стану армії», високому бойовому духу, поряд з організацією та вишколом, які одні тільки й могли компенсувати нечисленність армії в порівнянні з військами Автономова і Сорокіна, відсутність бази, тилу і постачання.
Вночі 5-6 березня армія генерала Корнілова рушила до Усть-Лабинської, повернувши на південь, відбивши напад з тилу великого загону Сорокіна. Корнілівцям вдалося з ходу захопити міст через Кубань, але на фланзі Юнкерський батальйон був збитий більшими силами ворога, і лише контратака Офіцерського полку змогла відновити становище і дозволила зробити переправу армії й обоза через напівзруйнований міст.
Як точно зазначив радянський історик, у цих боях тільки силою зброї, стійкістю та завзяттям можна було здобути перемогу.
З боєм переправившись вранці 8 (21) березня через Лабу, армія пішла у майкопському напрямку. Опинившись в Закубанні в «суцільному більшовицькому оточенні», де кожен хутір необхідно було брати з битвою, генерал Корнілов ухвалив рішення різко повернути в західній напрямок після переходу через Білу — в напрямку черкеських аулів. Генерал вважав, що у дружніх селищах він зможе дати армії відпочити і збереже шанси на з'єднання з кубанцями
Віктора Покровського.
Біля села Пилипівського армія була затиснута переважаючими силами червоногвардійців, і хоч контратаками зуміла зупинити ворога, але не могла вже рухатися і знаходилася «на волосину від смерті». Обоз збився в центрі, невеликі частини добровольців ще відстрілювалися, але відступили юнкери,
не витримавши чехословацький батальйон, в бій був кинутий конвой Корнілова, а з обозу вилучали всіх здатних тримати гвинтівки. Однак через випадково розповсюджену помилкову звістку, про те
що підійшло підкріплення кубанців, добровольці мобілізували останні сили і кинулися на противника. Той поспішно відступив, армія продовжила рух, але обоз з пораненими збільшився втричі.
7 (20) березня кубанське командування, на підставі відомостей про рух Корнілова до Катеринодара, ухвалено рішення припинити спроби прорватися на Майкоп і звернути назад на Кубань — на з'єднання з армією Корнілова.
Кубанський загін завдав поразки більшовикам під станціями Енем, Георге- Афипська, але їхні сили також були на межі.
Тільки через 4 дні після найважчих боїв і виснажливих переходів в суцільному кільці оточення червоними, намагаючись знайти один одного навмання — на звук віддаленого бою ще незрозумілого кого з ким — Добровольча армія та війська Кубанського краю знайшли один одного.
11 (24) березня, коли ідучи до Калуської виснажені кубанці нарвалися в районі аула Шенджий на сильний загін червоних, то в бій пішли навіть цивільні з Кубанського обозу, на них натрапив роз'їзд корнілівців. Новина про Корнілова з армією надихнула кубанців, вони розбили противника і 12 (25) березня 1918 року зайняли Калуську. Радянський історик Разгон визнавав, що допустити з'єднання білогвардійських загонів було «великою помилкою» червоного командування, але це було викликано хаотичністю організації і безпорадною владою.
14 (27) березня добровольці зайняли Шенджий і стали на спочинок, а незабаром сам Покровський прибув в аул для переговорів з Корніловим. Кубанці відстоювали автономію, але Корнілов був короткий і різкий — один командувач і одна армія.
Вирішено було обговорити і затвердити все це найближчим часом, а поки об'єднаними зусиллями зайняти станицю Ново-Дмитрієвську.

### «Крижаний похід»
Був березень. Цього місяця часто псується погода: дощ, що змінювався заморозками, перетворював грунтові дороги на суцільне місиво з бруду та викликав заморожування шинелів.
Ослаблена в чисельних боях і замучена щоденними переходами по м'якому кубанському чорнозему, армія стала знемагати під ударами стихії. Потім різко похолодало, у горах випав глибокий сніг, температура впала до 20 градусів нижче за нуль. За свідченнями сучасників, доходило до того, що поранених, які лежали на возах, увечері доводилося звільняти від крижаної кори багнетами.
15 (28) березня 1918 року в таких погодних умовах і сталося жорстоке зіткнення, відоме як бій біля станиці Ново-Дмитрієвської. Добровольці та кубанці мали з різних станиць, у яких вони розташовувалися, атакувати Ново-Дмитрієвську. Корнілівці виступили, а козаки — ні, пославшись на погоду. Бійці Офіцерського полку, що відзначився тут, бій у Новодмитрівській називали «Марківським». Генерал Денікін згодом напише: «15 березня — Крижаний похід — слава Маркову і Офіцерському полку, гордість Добровольчої армії та один з найяскравіших спогадів кожного першопрохідника про минулі дні — чи то було, чи то казки».
Цей бій у Ново-Дмитрієвській, попередній і наступний ряд переходів по вкритій крижаною кіркою степу, армія стала називати «Крижаним походом»:
— Цілу ніч напередодні лив дощ, який не припинився й уранці. Армія йшла суцільними просторами води і рідкого бруду — дорогами і без доріг — запливли, і пропадали в густому тумані, що стелився над землею. Холодна вода просочувала наскрізь весь одяг, текла гострими, принизливими краплями за комір. Люди йшли повільно, здригаючись від холоду і важко тягнучи ноги в набряклих, налитих водою, чоботях. Опівдні пішли густі шматки липкого снігу, і повіяв вітер. Застилає очі, ніс, вуха, захоплює дихання, і обличчя коле, наче гострими голками.

—…Тим часом погода знову змінилася: несподівано гримнув мороз, вітер посилився, почалася снігова завірюха.
Люди та коні швидко обросли крижаною корою; здавалося, все промерзло до кісток; скинута, наче дерев'яний одяг скувала тіло; важко повернути голову, важко підняти ногу в стремено
Щодо «етимології» «Крижаного походу» існує ще одна історія, викладена у книзі «Марков та марківці».
—Безпосередньо після бою на вулиці Ново-Дмитрієвської, щойно взятої станиці, генерал Марков зустрів юну сестру милосердя Юнкерського батальйону.

—То справжній Крижаний похід!
-Заявила сестра.
-Так Так! Ви маєте рацію!
Погодився генерал Марков
Назва «Крижана»,"дана сестрою" була затверджена генералом Марковим, згодом стала застосовуватися до всього Першого Кубанського походу добровольчої армії.
Коли армія, долаючи погодні катаклізми, все ж таки досягла околиць станиці, маленький струмок перед селом через дощ перетворився на крижану річку. Спробували переправляти офіцерів на конях по двоє, але за кілька ходок коні відмовилися йти у воду. Тоді Марков сказав — уперед! — і по груди в крижаній воді перейшов перепону, за ним зробили кроки його офіцерські роти. Вже в темряві червоні частини, що не чекали атаки, були вибиті з теплих хат багнетами промерзлих добровольців. Хоча одна зброя червоних і змогла вистрілити, на другий постріл вона вже не була здатна — замерз відкатник. Але його снаряд вдало потрапив у багаття, навколо якого намагалися зігрітися промерзлі добровольці — багато людей було вбито і поранено. Було віддано наказ — колоти багнетами, а не стріляти. Станиця була зайнята не вся, і вже тільки вранці червоноармійці, що ночували в дальній частині станиці, були вибиті з неї остаточно. Сім комісарів було повішано на площі, але більшість червоних змогла відступити через відсутність кубанського загону. Втрати в добровольців виявилися невеликими, Офіцерський полк, наприклад, втратив одну людину вбиту і 10 поранених.
І тільки після закінчення бою добровольці дізналися, що кубанський загін виступив, але, пославшись на погану погоду, повернувся назад і не брав участі в атаці на станицю. Це не дозволило добровольцям організувати переслідування противника і домогтися його повного знищення.

### Штурм Катеринодара і смерть генерала Корнілова
17 (30) березня в Ново-Дмитрієвській, після завзятого «опору» кубанців, які бажали зберегти самостійну бойову силу,
погодилися на підписання в результаті офіційного «союзного договору», військові формування Кубанського крайового уряду — 2185 багнетів і шабель — були включені до армії Корнілова, при цьому кубанська влада забов'язалася сприяти поповненню та постачанню Добровольчої армії. Історик Волков наводить інші цифри — 3150 осіб у Кубанському загоні та 2770 у Добровольчій армії.
У результаті чисельність армії зросла до 6000 багнетів і шабель, з яких були сформовані 3 бригади по 2 полка кожна; кількість гармат збільшилася до 14. Основні моменти реорганізації були такі:
– Юнкерський батальйон був влитий в Офіцерський полк 5-ю та 6-ю ротами і склав 2-й батальйон. Усього в полку стало 800 багнетів і 12 кулеметів;
— Рота юнкерів Костянтинівського військового училища в 150 багнетів була влита в Корніловський ударний полк (півроку тому у листопаді 1917 року юнкери-костянтинівці та корнілівці разом воювали в Києві). Загалом у полку стало 1000 багнетів;
— 3 батальйон (із козаків) Кубанського стрілецького полку був влитий 2-м батальйоном у Партизанський полк. Загалом у полку стало 800 багнетів;
— Усі кавалерійські ескадрони були об'єднані в 1-й кінний полк. Всього в полку стало 700 шабель.
Окремими частинами залишилися Чехословацький батальйон та Черкеських кінний полк.
Перед добровольцями було поставлене колишнє завдання взяти Катеринодар. Простояла армія в Ново-Дмитрієвській до 22 березня — штаб розробляв операцію зі взяття столиці Кубані. Добровольцям видано було платню за минулий місяць. Війська відпочивали та переформувалися, відбиваючи одночасно постійні атаки Автономова від Григорівської.
26 березня (6 квітня) 1918 року добровольці всіма силами атакували Георгіє-Афипську. Але військо запізнилося, і замість нічної атаки вийшов денний бій. Червоні війська виявилися численними, з артилерію та 2 бронепоїздами. Тільки надвечір, завдяки обхідному руху Партизанського полку, добровольцям вдалося захопити станцію у противника, що почав відступ. А юнкерам 5-ї роти марківців навіть вдалося підбити і захопити один з бронепоїздів. Трофеями стали 700 снарядів і десятки тисяч набоїв, необхідних для майбутнього штурму Катеринодара, які добровольці встигли витягнути із захопленого на станції ешелону, що горить.
Як зазначають сучасні історики, «офіцерські частини, підготовлені настільки, навіть і за значної переваги противника мали перед ним перевагу».
26 березня (8 квітня) 1918 року добровольці розпочали переправу через річку Кубань біля станиці Єлизаветенська (від неї до міста — 18 км) і одразу розпочався штурм Катеринодара, який захищала 20-тисячна Південно-Східна армія червоних під командуванням Автономова і Сорокіна. Ось список частин, які захищали Катеринодар — з лівого флангу на правий — Должанський та Єйський батальйони, загін зі станиці Тимашевської, Приморсько- Охтарський загін, Катеринодарський червоногвардійський загін, Латиський стрілецький полк, 154-й Дерптський полк, на правому фланзі оборонялися частини Сорокіна. Виселківський полк захищав північно-західну околицю міста та чорноморський вокзал, також були різні робітничі дружини та червоногвардійські загони.
Радянський історик Какурін визначав сили оборони червоногвардійців в 18 000 чоловік, кілька бронемашин, 12-14 гармат, тобто вони перевершували атакували добровольців в 3 рази.
27-31 березня (9-13 квітня) 1918 року Добровольча армія зробила 3-денний штурм столиці Кубані- Катеринодара. Штабні вже пророкували в генерал-губернатори Денікіна, але опір червоноармійців був запеклим. Добровольчі частини змогли захопити лише передмістя міста — шкіряний завод та артилерійські казарми, але, зазнавши величезних втрат, під жорстоким обстрілом ворога далі не могли просуватися. Закінчилися снаряди, мобілізовані із найближчих станиць козаки розбігалися. Загинуло багато командирів, у тому числі командир корнілівців полковник Митрофан Неженцев.
Армія зазнала жорстоких втрат і була знекровлена.
Але були й вдалі бойові епізоди. Так, невеликий загін з 2-го батальйону Партизанського полку та 2-го батальону корнілівців під загальним командуванням генерала Казановича зміг у ніч на 30 березня (12 квітня) проникнути в місто і дійти майже до його центру, але не підтриманий іншими частинами, змушений був зранку відступати через свою чисельність (250—300 чоловік з 2 кулеметами). Вони змогли вивести захоплений віз із 52 снарядами — у добровольців вони на той час закінчилися, і частини змушені були атакувати без артпідготовки, що призводило до невдач і великих втрат.
Коли армія готувалася до останнього кидка на Катеринодар, призначеного на 1 квітня, загинув генерал Корнілов, убитий, як пишуть «випадковою гранатою». Проте цілком імовірно, що смерть не була випадковою: самотня ферма, у якій розташовувався штаб, і до якої постійно прибували зв'язкові та інші офіцери, одночасно привернув увагу червоних артилеристів. Корнілов загинув, але, як вважає історик Карпенко, це дало шанс вижити всім іншим добровольцям.

### Відступ назад на Дон
31 березня (13 квітня), командування частинами армії в найважчих умовах (втрати при невдалому штурмі склали близько чотирьохсот вбитих і півтори тисячі поранених) в стані повного оточення силами противника, що багаторазово переважали, генерал Денікін ухвалив рішення. Він наказав припинити штурм і ввечері цього дня відірватися від противника і відходити.
Для прикриття відступу армії в бій було кинуто кінну бригаду Ерделі, яка зазнала величезних втрат, але зупинила переслідувачів. Наприклад, у 1-му Кубанському полку з 700 шабель у строю залишилося лише 200.
Армія була знекровлена і була на межі краху. Усі були морально пригнічені та фізично виснажені. Навіть старші командири обговорювали необхідність припинення боротьби та розпорошення армії.
Поранених залишили в станиці Єлизаветинській. З 252 людей живими червоногвардійці залишили 28 осіб, решту було вбито. Денікіну вдається в умовах безперервних боїв на всі боки, відходячи через Медведівську, Дядьківську, вивести армію з-під флангових ударів і залишаючи поранених — у кількох станицях було залишено майже 500 осіб, багато з них було вбито переслідуваними червоними частинами — вийти з оточення і вирушити назад на Дон. Армія фактично була бойовою охороною обозу з пораненими — на одного добровольця припадав один візок з пораненими.
2 квітня в німецькій колонії Гнадау було віддано землі тіла Неженцева та Корнілова. Армія була взята в оточення, але прорвалася в лютій нічній атаці і витягла свій обоз з 3000 поранених.
Вирватися армії надалі багато в чому вийшло завдяки енергійним діям
відзначиного в бою біля станиці Медведовська в ніч з 2 (15) на 3 (16) квітня 1918 року при перетині залізниці Царицин-Тихорецька командира Офіцерського полку Генерального штабу генерал-лейтенанта С.. Маркова.
За спогадами сучасників, події розвивалися так:
Близько 4 години ранку частини Маркова стали переходити через залізничне полотно. Марков, захопивши залізничну сторожу біля переїзду, розташувавши піхотні частини, вислав розвідників у станицю для атаки ворога, поспіхом почав переправу поранених, обозу та артилерії. Раптом від станції відокремився бронепоїзд червоних і пішов до переїзду, де вже знаходився штаб разом із генералами Алексієвим та Денікіним. Залишалося кілька метрів до переїзду — і тут Марков, обсипаючи бронепоїзд нещадними словами, залишаючись вірним собі: «Стій! Такий-розтакий! Сволота! Своїх придушиш!», кинувся по дорозі. Коли той справді зупинився, Марков відскочив (за іншими відомостями відразу кинув гранату), і одразу дві тридюймові гармати впритул вистрілили гранатами в циліндри та колеса паровоза. Зав'язався гарячий бій із командою бронепоїзда, яка в результаті була перебита, а сам бронепоїзд спалено.
Але основним успіхом бою стали захоплені боєприпаси в ешелонах на станції — 360 снарядів та понад 100 тис. набоїв.
Як згадував молодий хлопчина, учень одного з ростовських училищ, а в той суворий час — рядовий Корнілівського полку, він був поранений і залишений з багатьма іншими пораненими в школі станиці Дядьковської. Ідучи, добровольці чесно всім виплатили платню (300 рублів за 2 місяці) і залишили кілька сестер милосердя та лікаря. У будівлі припинилася ходьба, і корніловець зрозумів, що треба вибиратися, доки живий. Він виповз коридором до дверей, далі на вулицю і знепритомнів. Прокинувся він на возі. Їде. Озирнувся — кілька людей із погонами, наче навіть знайомі. Виявляється, остання застава з кулеметом, залишаючи станницю слідом за армією, що пройшла, проїжджала повз школу, в якій розташовувався лазарет. Вони побачили солдата, що лежав на сходах, з чорно-червоними погонами на шинелі. А оскільки вони самі були корнилівцями, то вони підхопили його, поклали на віз, де був кулемет, і поскакали наздоганяти своїх. Так вони врятували хлопця, а врятували його чорно-червоні погони — застава підібрала його лише тому, що зрозуміла, що це був їхній однополчанин.
Залишені були поранені і в Піщанокопській, яких згодом розстріляли за постановою станичного сходу.
Тим часом войськово-політична обстановка змінилася. Весь південь Росії був окупований німецькою армією, включаючи Ростов, який червоні війська здали 1-му німецькому експедиційному корпусу без бою, де тепер розташовувався штаб цього німецького корпусу.
Добровольці продовжили свій рух на північ. Після низки боїв під Успенською і Лежанкою з загонами червоногвардійців, які переслідували, добровольці самі здійснили набіг на станцію Сосику і захопили великі трофеї боєприпасів і спорядження. 29 квітня (12 травня) Добровольча армія вийшла на південь Донської області в район Мечетинська — Єгорлицька — Гуляй-Борисівка. Наступного дня похід, який незабаром став легендою Білого руху, був закінчений. Добровольці розмістилися по станицях, поранених відправили до лазаретів Ростова-на-Дону та Новочеркаська (там у цей час вже були німці). Козаки спочатку відмовилися прийняти поранених, але після недовгих жорстких переговорів, проведених Половцовим, погодилися.
Тим часом закінчився тримісячний термін, на який добровольці вступали до армії. Частина добровольців роз'їхалися по домівках, але багато хто потім повернувся.

## Підсумки

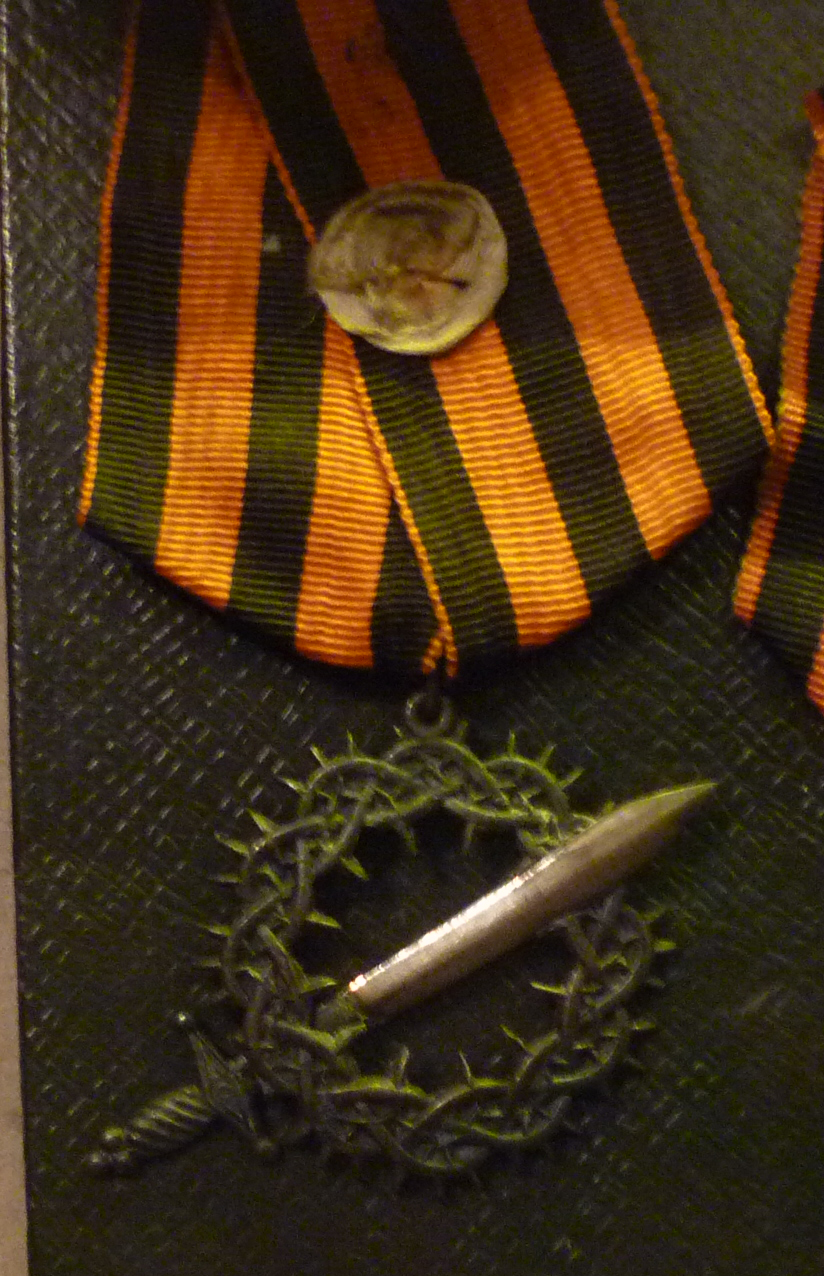
«Відзнака Першого Кубанського походу», затверджена Денікіним в 1918 році, одна з найшанованіших нагород у Білій армії.

"Крижаний похід" - нарівні з двома іншими білими "першими походами", що протікали одночасно з ним – Походом дроздівців з Ясс на Дон і Степовим походом донських козаків, створив бойовий вигляд, бойову традицію і внутрішню спайку добровольців. Було створено легенду. Всі три походи показали учасникам Білого руху, що можна боротися і перемагати при нерівності сил, в умовах важкої, безвихідної ситуації. Походи підняли настрій козацьких земель і залучали до лав Білого руху дедалі нові поповнення.
У той же час, командування добровольців «не змогло знайти ідеї», зрозумілої народу і об'єднати його з добровольцями. Відсутність політичної програми, надкласова і надпартійна позиція зменшували, а не збільшували число союзників. Політика непредрішення в період хаосу відштовхувала населення від добровольців.
Дуже примітний як ілюстрацію настрою населення наступний фрагмент мемуарів Денікіна "Нариси російської смути":
Добровольці ... зустрічали в суспільстві байдужість, в народі ворожнечу, в резолюціях революційних установ та соціалістичного друку злобу, наклеп і ганьбу. Поодинокі добровольці, які випадково потрапляли до Темерника — робочих кварталів Ростова — часто не поверталися. (...) Відгукнулися, як я вже казав, офіцери, юнкери, молодь що вчиться, і дуже, дуже мало інших «міських і земських» російських людей. "Всенародного ополчення" не вийшло. У силу створених умов комплектування, армія в самому зародку своєму таїла глибокий органічний недолік, набуваючи характеру класового... Друк класового відбору лягла на армію міцно і давала привід недоброзичливцям збуджувати проти неї в народній масі недовіру і побоювання і протиставляти її меті народним інтересам.
Наприкінці «вісімки», описаної Добровольчою армією, начальник її штабу генерал-лейтенант Іван Романовський говорив:
Два місяці тому ми проходили це місце, починаючи похід. Коли ми були сильнішими — тоді чи тепер? Я гадаю, що тепер. Життя штовхнуло нас відчайдушно у своїй чортовій ступі і не виштовхнуло; загартувалося лише терпіння і воля; і ось ця опірність, яка не піддається жодним ударам...
Олександр Трушнович писав згодом, що історія Крижаного походу «послужить доказом першорядного значення духу, за винятком, звичайно, якогось незвичайного технічного переваги» і аргументує це тим фактом, що «У всіх 33 боях Першого походу не було випадку, щоб чисельність добровольців».
Незважаючи на виявлені героїзм та відвагу, Добровольча армія не відвоювала території для власної дислокації, не зайняла великого адміністративного центру — Катеринодара, не підняла кубанських козаків на боротьбу з більшовиками.
Поставлених на початку походу цілей досягнуто не було. Але не можна однозначно стверджувати, що похід став невдачею (у військовому відношенні — поразкою), як це робить частина істориків. Одне безперечно: саме цей похід дозволив в умовах важких боїв і поневірянь оформити кістяк майбутніх Збройних сил Півдня Росії — Білої армії, зберегти офіцерські кадри та отримати досвід ведення боїв в умовах Громадянської війни. Крім того, наприкінці походу вдалося повернутися на землі Донських козаків, які вже змінили свої початкові погляди щодо непротивлення більшовизму.
Через кілька місяців усі учасники походу отримали нагороду Знак 1-го Кубанського походу. Учасники бойових дій – на Георгіївській стрічці, решта – на Володимирській.
Першопохідники пишалися і пам'ятали про своє минуле; генерал Денікін писав:
Якщо у нас відібрати наше «Добровольство», якщо поставити хрест на найславетніші сторінки боротьби, то чи багато залишиться від минулого… Але цього не буде, бо ніхто і ніщо не в силах закреслити нашої славної були.
У полках, що брали участь у поході — Офіцерському, Корнілівському ударному, Партизанському, і надалі в дивізіях, розгорнутих на їх основі, призначення на вищі посади найчастіше надавалися першопохідникам, які навіть не мали відповідних чинів. Було створено певний культ віри добровольчому руху — коли був у Першому Кубанському поході, отже, справжній доброволець.
У Катеринодарі у вересні 1919 року учасниками походу було засновано Союз учасників 1-го Кубанського (Крижаного) походу генерала Корнілова, відтворений в 1921 році в Галліполійському таборі, а в еміграції увійшов у 1924-му. В еміграції видавалися журнали «Вісник Першопохідника», «Першопохідник», в яких друкувалися мемуари учасників походу.
Як зазначив історик Гребенкін І. Н., добровольцям-першопохідникам вдалося згуртуватися у лихоліття, стати міцною кадровою основою білих армій під час збройної боротьби, а в еміграції — зберегти свої бойові традиції. Учасники Першого Кубанського походу створили та залишили легенду, яка продовжує цікавити нові покоління.

## Озброєння
Добровольці використовували гвинтівки Мосіна зразка 1891 року. Як особиста зброя застосовувалися револьвери системи Нагана, але були на озброєнні пістолети інших систем, наприклад, Steyr M1912.
Кулемети застосовувалися як Максима, так і системи Льюїса. Артилерією використовувалися 3-дюймові знаряддя різних модифікацій.
Оскільки армія весь час перебувала у русі, вона не мала централізоване постачання боєприпасів. Тому добровольці постійно відчували нестачу в патронах і снарядах, що суттєво знижувало їх бойові можливості і змушувало до атак з великими втратами.

## Медико-санітарне забезпечення
На всю армію припадало лише 20 лікарів і трохи більше 100 медичних сестер, на них лежав обов'язок виносити поранених з бою. Бракувало не лише медичних препаратів, а й навіть перев'язувальних засобів, які закінчилися вже після кількох боїв. Операції робили на стоянках у станицях, іноді дуже серйозні, як наприклад, офіцеру Манштейну.
Добре укомплектований перев'язувальний загін був при Партизанському полку, включений до нього разом із залишками колишнього загону Чернецова. Але це було, скоріше, винятком.
Добровольцям вдавалося помитися в лазнях тільки іноді в станицях, тому воші стали проблемою армії, і їх вдалося позбутися тільки після закінчення походу, коли добровольці стали регулярно митися і прати одяг.

## У популярній культурі

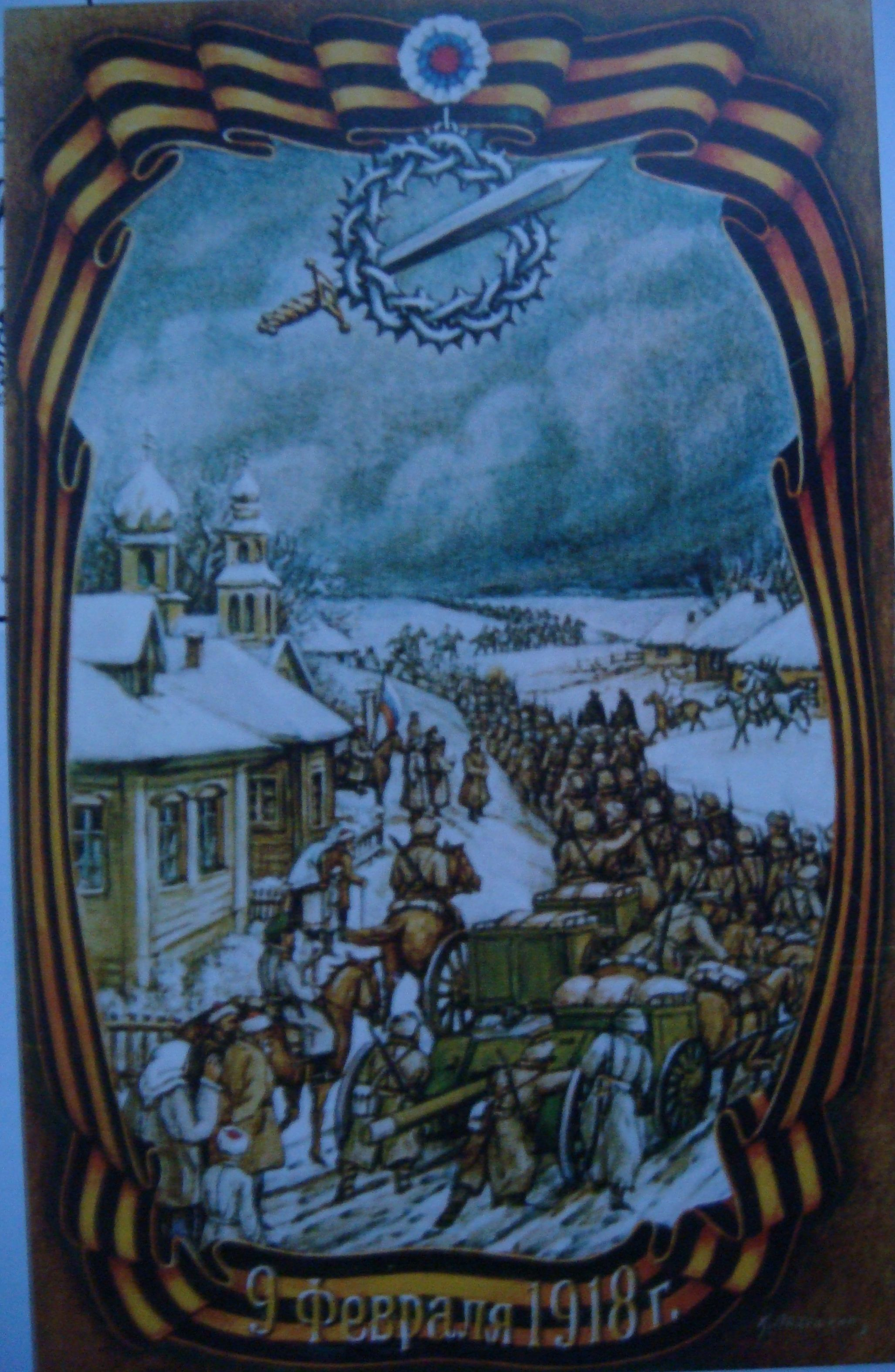
Листівка видана в еміграції на пам'ять про похід

- У знаменитому романі «Ходіння по муках» Олексій Толстой так яскраво описав підсумки походу — «„ Корніловський похід не вдався. Головні вожді та половина учасників його загинули. Здавалося, що майбутньому історику знадобиться лише кілька слів, щоб згадати про нього“». Насправді корнілівський «крижаний похід» мав надзвичайне значення. Білі знайшли в ньому вперше свою мову, свою легенду, отримали бойову термінологію — все, аж до новоустановленого білого ордену, що зображує на георгіївській стрічці меч і терновий вінець … Корнілівський похід був тим початком, коли, за прологом, здіймається завіса трагедії одна страшніша і згубніша за іншу, проходять перед очима в болісному достатку.[78]
- Кирило Рівель — «Мені від думок, видінь …» (Пам'яті учасників Крижаного походу).
- Художній фільм «Герой» (2016).
- У романі Артема Веселего «Росія, кров'ю вмита» є глава «Чорний погон».[79]
- Пісня «Корнілівський романс» — у виконанні Володимира Качана.